# Bråhögsbadet
Bråhögsbadet är en anläggning med simhall och friluftsbad belägen i centrala Staffanstorp.
Inomhus finns en 25-metersbassäng med sex banor såväl som en tolv och en halv meter lång bassäng huvudsakligen avsedd för simundervisning. Utöver inomhushallen finns även ett utomhusbad som håller öppet under sommarsäsongen. Banorna utomhus är femtio meter långa.

## Aktiviteter

### Badrelaterad verksamhet
Anläggningen används främst för simning. Det finns möjlighet att basta.
Simklubben SK Triton har Bråhögsbadet som sin hemmaplan. Klubben har fostrat OS-simmaren Ida Marko-Varga.

### Skytte
Källaren under Bråhögsbadet används av skytteklubben Staffanstorps Skyttegille.